# 블레이드 (1998년 영화)
블레이드(Blade)는 1998년 개봉한 미국의 영화이다. 마블 코믹스의 만화 블레이드의 영화화 작품이다. 시리즈 내에서 가장 무난한 평가를 받았다.

## 스토리
혈핵 전문의 카렌 젠슨은 흡혈귀의 습격을 받아 위기에 처하게 되고 때마침 블레이드가 나타나 카렌을 구한다. 구출된 카렌은 블레이드로부터 흡혈귀 그들을 섬기는 노예들의 존재를 알게 되고 블레이드에게 협력하기로 결심한다.
한편 블레이드의 주적 흡혈귀인 디컨 프로스트는 신화로만 전해지던 피의 신 라마그라의 존재를 소환하기 위한 조건을 해독하기 시작하고 부활 의식에 블레이드가 필요하다는 것을 알게 된다. 블레이드는 디컨을 저지하기 위해 나선다.

## 배역
- 웨슬리 스나이프스 - 블레이드 / 에릭 브루스
- 스티븐 도프 - 디컨 프로스트
- 엔부시 라이트 (N'Bushe Wright) - 카렌 젠슨
- 크리스 크리스토퍼슨 - 에이브러햄 위슬러
- 도널 로그 - 퀸
- 우도 키어 - 드라고네티
- 알리 조버 (Arly Jover) - 머큐리
- 트레이시 로즈 - 라켈
- 팀 귀니 - 커티스 웨브

## 한국어 더빙 성우진

### MBC (2000년 8월 12일)
- 이인성 - 블레이드(웨슬리 스나이프스)
- 안지환 - 프로스트(스티븐 도프)
- 신성호 - 위슬러(크리스 크리스토퍼슨)
- 박소라 - 캐런(앤 부시 라이트)
- 김영선 - 크리거(케빈 패트릭 월즈)
- 이윤연
- 김태훈 - 지타노 드라고네티 (우도 키어)
- 이성
- 엄현정
- 최원형
- 엄태국
- 박선영
- 김용준
- 오주연
- 표영재
- 최한
- 고성일
- 김지영
- 이자옥

### SBS (2004년 12월 10일)
- 성완경 - 블레이드(웨슬리 스나이프스)
- 김승준 - 디콘 프로스트(스티븐 도프)
- 한상덕 - 아브라함 휘슬러(크리스 크리스토퍼슨)
- 이선 - 카렌 젠슨(앤부시 라이트)
- 김영진 - 퀸(도널 로그)
- 송두석
- 이호인
- 김영훈
- 송덕희
- 김소형
- 은영선
- 송준석
- 민지
- 김정은